# Non essere cattivo
Non essere cattivo es una película de drama criminal italiana de 2015 dirigida por Claudio Caligari. La película fue seleccionada como la entrada italiana a la Mejor Película en Lengua Extranjera en la 88.ª edición de los Premios Óscar, pero no fue nominada. Fue la última película dirigida por Caligari: a los pocos días de finalizar el montaje, falleció a causa de un tumor.

## Argumento
Ostia, 1995: Vittorio y Cesare, dos jóvenes romanos, se conocen desde hace mucho tiempo; su relación está más cerca de ser hermanos que solo amigos. Ambos se dedican a sus conocidos a diversas actividades ilícitas así como al consumo y venta de drogas recreativas, negándose a la vida de los trabajadores y buscando una salida a los problemas de la vida mediante el consumo de drogas. Cesare vive con su madre y su sobrina Debora, la hija de su hermana que murió a causa del sida, y que también está enferma.
Una tarde Vittorio, después de tomar varias pastillas, tiene una serie de alucinaciones y por ello decide cambiar de vida. Encuentra trabajo en un sitio de construcción e intenta involucrar a Cesare para salvarlo también. La nueva vida toma forma lentamente, en medio de todo tipo de dificultades, incluidas las repercusiones de las drogas y la muerte de la pequeña Debora, pero al final los dos comienzan a adaptarse a una vida más normal. Cesare se compromete con Viviana, exnovia de Vittorio, mientras que Vittorio se va a vivir con Linda, ama de casa, y su hijo Tommaso.
Sin embargo, Cesare no puede reprimir por completo el deseo de volver a su vida anterior. Muere después de que el dueño de una tienda le dispara durante un intento fallido de robo. Un año después, Vittorio conoce a Viviana y su hijo, Cesare Jr., que lleva el nombre de su difunto padre.

## Reparto
- Luca Marinelli como César
- Alessandro Borghi como Vittorio
- Roberta Mattei como Linda
- Silvia D´Amico como Viviana
- Alessandro Bernardini como Brutto
- Valentino Campitelli como Grasso
- Danilo Cappanelli como Lungo
- Manuel Rulli como Corto

## Reconocimientos
| Año  | Premio/Festival                                            | Categoría                            | Ganador/Nominado | Resultado |
| ---- | ---------------------------------------------------------- | ------------------------------------ | ---------------- | --------- |
| 2015 | 72.ª edición del Festival Internacional de Cine de Venecia | Premio Pasinetti a la mejor película | Claudio Caligari | Ganador   |
| 2015 | 72.ª edición del Festival Internacional de Cine de Venecia | Premio Pasinetti al mejor actor      | Luca Marinelli   | Ganador   |